# Hydrobiosis soror
Hydrobiosis soror là một loài Trichoptera trong họ Hydrobiosidae. Chúng phân bố ở miền Australasia.